# رالف هامراس
رالف هامراس (بالإنجليزية: Ralph Hammeras)‏ (24 مارس 1894 - 3 فبراير 1970) مصمم مؤثرات خاصة أمريكيّ، ومصورٌ سينمائيٌّ ومخرجٌ فنّيّ. ترشّح رالف لنيل ثلاثة جوائز أوسكار. وصنع نموذجًا مصغرًا كبير الحجم لمدينة لندن في فيلم صقر السماء الصادر سنة 1927، وصنع أيضًا مؤثراتٍ ميكانيكيّةٍ خاصة للفيلم.
ولد رالف في منيابولس بمينيسوتا، وتوفي في لوس أنجلوس.

## الجوائز والترشيحات
- 1929: رُشح لجائزة الأكاديمية (الأوسكار حاليًّا) عن فئة أفضل تأثيرات هندسيّة.[2]
- 1931: فقط تخيّل - رُشّح لجائزة الأكاديمية عن فئة أفضل تصميم إنتاج.[3]
- 1949: مياه عميقة - رُشح لجائزة الأكاديمية عن فئة أفضل تأثيرات بصرية.[4]

## وصلات خارجية
- رالف هامراس على موقع IMDb (الإنجليزية)
- رالف هامراس على موقع ألو سيني (الفرنسية)
- رالف هامراس على موقع أول موفي (الإنجليزية)
- رالف هامراس على موقع قاعدة بيانات الأفلام السويدية (السويدية)
- رالف هامراس على موقع قاعدة بيانات الفيلم (الإنجليزية)
- رالف هامراس على موقع كينوبويسك (الروسية)